# Ctenocalus schizoaspis
Ctenocalus schizoaspis là một loài tò vò trong họ Ichneumonidae.